# 最高檢察署
最高檢察署，簡稱最高檢，是中華民國的最高檢察機關，辦理最終審之檢察機構。最高檢察署的首長為檢察總長。

## 歷史
清光緒33年制定大理院官制，將原有之大理寺改為大理院，為中國當時的最高終審機關，同時另置總檢察廳與之對立，相當於今日檢察署。
1925年國民政府於廣東省成立，設大理院，並成立大理院總檢察廳。1928年10月25日，國民政府奠都南京後公佈《最高法院組織暫行條例》，依該條例第六條規定，最高法院置首席檢察官一員、檢察官五員。1928年11月17日公佈《最高法院組織法》，依該法第六條規定，最高法院配置最高法院檢察署。1935年7月1日《最高法院組織法》修正後，規定最高法院設檢察署設置檢察官若干人，其中一人為檢察長。
檢察署此時在審級上與最高法院同列於第三審地位，但行政系統上隸屬行政院司法行政部（今法務部），最高法院則隸屬司法院。1980年7月1日，司法行政部改制為法務部後，正式實施「審檢分隸」，原司法行政部的最高法院檢察署與臺灣高等法院檢察署及其轄下各級檢察署隸屬法務部，原司法行政部的臺灣高等法院及以下各級法院改隸司法院。。
2018年5月25日，為落實審檢分立，全國各級檢察署正式摘除「法院」二字。最高法院檢察署更名為「最高檢察署」。

## 組織
最高檢察署為全國最高檢察機關，依照《法院組織法》及《檢察署處務規程》辦理第三級審檢察事務。

### 最高檢察署
主要人事
- 檢察總長（由總統提名，經立法院同意任命之，任期四年，不得連任）
  - 主任檢察官
    - 檢察官（員額在六人以上得分組辦事，每組設一員為主任檢察官）

  - 書記官長（檢察官或書記官兼任）
    - 書記官（若干兼任科長）

檢察系統
- 檢察官會議
  - 主任檢察官
    - 檢察官
      - 書記官

行政系統
- 工作會報
  - 書記廳
    - 紀錄科
      - 書記官

    - 資料科（兼辦訴訟輔導業務）
      - 圖書室
      - 檔案室

    - 文書科（兼辦研考業務）
      - 收發室

    - 總務科
      - 出納
      - 庶務
      - 物品庫

  - 人事室
  - 政風室
  - 會計室
  - 統計室
  - 資訊室

### 業務督導檢察機關
- 臺灣高等檢察署[6]
  - 臺灣高等檢察署臺中檢察分署[7]
  - 臺灣高等檢察署臺南檢察分署[8]
  - 臺灣高等檢察署高雄檢察分署[9]
  - 臺灣高等檢察署花蓮檢察分署[10]
- 福建高等檢察署金門檢察分署[11]

## 外部連結
- 最高檢察署 （页面存档备份，存于）